# 570 كاثيرا
كاثيرا هو الكويكب رقم 570 الذي تم اكتشافه من قبل عالم الفلك ماكس ولف من مرصد هايدلبرغ وكان ذلك في 30 يوليو من عام 1905 في ألمانيا.